# Yvon Madiot
Yvon Madiot, nacido el 21 de junio de 1962 en Renazé, es un ciclista francés ya retirado. Fue Campeón de Francia en Ruta en 1986 y tres veces campeón de Francia de Cyclo-cross. Es el hermano pequeño de Marc Madiot. A partir del 2010 se convirtió en director general del equipo francés FDJ-Big Mat cuyo gerente es su hermano Marc.

## Palmarés
1983
- 1 etapa de la Carrera de la Paz

1984
- Gran Premio de Cannes
- Campeonato de Francia de Ciclocrós

1985
- Châteauroux-Limoges
- Campeonato de Francia de Ciclocrós

1986
- Campeonato de Francia en Ruta

1987
- Campeonato de Francia de Ciclocrós

1991
- Gran Premio de Cannes

## Resultados en las grandes vueltas
| Carrera         | 1983 | 1984 | 1985 | 1986 | 1987 | 1988 | 1989 | 1990 | 1991 | 1992 | 1993 | 1994 |
| --------------- | ---- | ---- | ---- | ---- | ---- | ---- | ---- | ---- | ---- | ---- | ---- | ---- |
| Giro de Italia  | -    | -    | -    | -    | -    | -    | -    | -    | -    | -    | -    | -    |
| Tour de Francia | -    | 46.º | 72.º | 10.º | 73.º | Ab.  | 47.º | Ab.  | Ab.  | 67.º | -    | -    |
| Vuelta a España | -    | -    | -    | 14º  | 8º   | -    | -    | -    | 43.º | -    | -    | -    |